# フランシスコ・フィリォ
フランシスコ・フィリォ（Francisco Filho、男性、1971年1月10日 - ）は、ブラジル出身の空手家（極真空手七段）・元キックボクサー。極真カラテの師匠は磯部清次、K-1出場に際してはアメリカでモーリス・スミスにキックボクシングを学んだ。「一撃」「極真の怪物」の異名を持つ。
ブラジルポルトガル語でFilhoは「息子」を意味する。またネイティブ発音に従い、lhoはリョと一般的に表記される事が多いため、メディアなどではフィーリョ、フィリョと表記される場合もある。

## 来歴
フィリォが空手家を志した動機は幾つかあるが、その一つとして、『キックの鬼』が挙げられる。彼が幼い頃、ブラジルでは梶原一騎原作の日本アニメ『キックの鬼』が放送されていた。その主人公沢村忠（ブラジル人には、サワムラという名字が「サヴァムー」と聞こえていたという）の活躍にフィリォは憧れ、強い男になりたいという思いが芽生えたという。
1991年11月に行われた極真会館主催の第5回オープントーナメント全世界空手道選手権大会に出場。4回戦でアンディ・フグに一本勝ち（止めがかかってからフィリォの放った上段回し蹴りによる失神KO。実際には反則になるが、最高審判長を務めていた大山倍達の「止めがかかったとはいえ、その不意をつかれる者は勝者ではない」という判断により一本となった）。兄弟子のアデミール・ダ・コスタが第4回大会でアンディに敗れていたため、リベンジを果たした形となった。同大会でベスト16となり、敢闘賞を受賞した。
1995年3月18日、極真会館総本部において百人組手を完遂。
1995年11月3日 - 11月5日、第6回全世界空手道選手権大会（極真会館（松井派）主催）第3位
1997年4月20日、第1回全世界ウェイト制空手道選手権大会（極真会館（松井派）主催）重量級優勝
1997年7月20日、K-1初参戦。前年度K-1GP王者であり、極真空手ルールでは勝利を収めているアンディ・フグとK-1ルールで再戦し、1R後半に出した一発のパンチで失神KO勝利して返り討ちにした。前年度のK-1王者を文字通り“一撃”で沈めたフィリォの登場は、極真カラテの神話性を復活させるかのような衝撃を与えた。
1997年9月7日、K-1 GRAND PRIX '97に出場。GP1回戦でバンダー・マーブに右中段後ろ蹴りでKO勝ち。1997年11月9日の準々決勝ではサム・グレコに試合開始15秒での右フックでKO勝ちするも、準決勝でアーネスト・ホーストに判定で敗れた。
1998年9月27日、K-1 GRAND PRIX '98に出場。GP1回戦でリック・ルーファスにKO勝ち。1998年12月13日のGP準々決勝でマイク・ベルナルドにTKO負け。
1999年4月25日、K-1 REVENGE '99にて同年のK-1GP王者アーネスト・ホーストにフックを打ちながら一気に前進、コーナーに追い詰めてフックの連打で1R失神KO勝ち。リベンジを果たす。
1999年11月5日 - 11月7日、第7回全世界空手道選手権大会（極真会館（松井派）主催）優勝。決勝戦で数見肇を破る（外人選手として初の世界選手権王者となる）。
2000年4月23日、K-1 THE MILLENNIUMでジェロム・レ・バンナに自身のお株を奪われる左ストレート一撃で1R失神KO負けを喫したシーンは「千年に一度のKO劇」と評された。
2000年8月20日、K-1 WORLDGP 2000 in 横浜で行われたGP予選トーナメントを、1回戦で中迫剛に判定勝ち、準決勝でマット・スケルトンにアッパーでKO勝ち、決勝でシリル・アビディにTKO勝ちを収め優勝を果たした。
2000年12月10日、K-1 WORLD GP 2000に出場。GP1回戦でステファン・レコに判定勝ち。2000年12月10日、GP準決勝でアーネスト・ホーストに判定負け。
2001年8月、K-1 WORLD GP 2001 in LAS VEGASで行われた予選トーナメント1回戦でセルゲイ・イバノビッチと対戦。3Rにダウンを奪うも、ジャブやローキックなどの有効打で下回るなどプロボクシング基準の裁定に阻まれて延長R3-0で判定負け。しかし、同年10月に福岡で行われた世界最終予選Aブロックでイバノビッチ、ロイド・ヴァン・ダムを判定3-0で破り、決勝大会に進出した。
2001年12月8日、K-1 WORLD GP 2001に出場。1回戦でピーター・アーツ、準決勝でアレクセイ・イグナショフに勝利するが、決勝戦でマーク・ハントに延長判定負けし、惜しくも準優勝。
2002年8月10日に開催された一撃第2回大会より大会代表およびプロデューサーに就任した。
2003年10月11日、K-1 WORLD GP 2003に出場。GP1回戦でステファン・レコに判定負け。
2004年5月30日、一撃 5.30 ICHIGEKIにて、前年度K-1WGP王者であり、同年のK-1WGPでも連覇を達成したレミー・ボンヤスキーと対戦し、スタンディングダウンを奪って判定勝利。この試合を最後に現役から引退した。
2006年5月には、ブラジルに「フランシスコ・フィリォ 一撃アカデミー」を設立。
2012年には、「The Ultimate Fighter：Brazil」でビクトー・ベウフォートのチームでコーチを務めた。
現役を引退した後は極真会館松井派ブラジル支部の支部長を務め、グラウベ・フェイトーザ、アレキサンダー・ピチュクノフ、エヴェルトン・テイシェイラらを指導していたが、
2022年、極真会館松井派は「組織の秩序を著しく乱す行為があり、2022年12月8日付で除名処分と致しました」と発表した。

## 戦績
| キックボクシング 戦績 | キックボクシング 戦績 | キックボクシング 戦績 | キックボクシング 戦績 | キックボクシング 戦績 | キックボクシング 戦績 | キックボクシング 戦績 |
| --------------------- | --------------------- | --------------------- | --------------------- | --------------------- | --------------------- | --------------------- |
| 25 試合               | (T)KO                 | 判定                  | その他                | 引き分け              | 無効試合              |                       |
| 16 勝                 | 9                     | 7                     | 0                     | 2                     | 0                     |                       |
| 7 敗                  | 2                     | 5                     | 0                     | 2                     | 0                     |                       |

| 勝敗 | 対戦相手                 | 試合結果                                   | 大会名                                                            | 開催年月日     |
| ○    | レミー・ボンヤスキー     | 3R終了 判定3-0                             | 一撃 5.30 ICHIGEKI                                                | 2004年5月30日  |
| ○    | TOA                      | 3R終了 判定2-1                             | K-1 PREMIUM 2003 Dynamite!!                                       | 2003年12月31日 |
| ×    | ステファン"ブリッツ"レコ | 3R終了 判定0-3                             | K-1 WORLD GP 2003 開幕戦 ALL STARS 【WORLD GP 1回戦】             | 2003年10月11日 |
| △    | マイク・ベルナルド       | 5R終了 判定1-0                             | K-1 WORLD GP 2003 in 福岡                                         | 2003年7月13日  |
| ×    | マーク・ハント           | 3R+延長R終了 判定0-3                       | K-1 WORLD GP 2001 決勝戦 【WORLD GP 決勝】                        | 2001年12月8日  |
| ○    | アレクセイ・イグナショフ | 3R終了 判定3-0                             | K-1 WORLD GP 2001 決勝戦 【WORLD GP 準決勝】                      | 2001年12月8日  |
| ○    | ピーター・アーツ         | 2R終了時 TKO（タオル投入：左足甲負傷）     | K-1 WORLD GP 2001 決勝戦 【WORLD GP 1回戦】                       | 2001年12月8日  |
| ○    | ロイド・ヴァン・ダム     | 3R+延長R終了 判定2-0                       | K-1 WORLD GP 2001 in 福岡 【敗者復活トーナメントAブロック 決勝】  | 2001年10月8日  |
| ○    | セルゲイ・イバノビッチ   | 3R終了 判定3-0                             | K-1 WORLD GP 2001 in 福岡 【敗者復活トーナメントAブロック 1回戦】 | 2001年10月8日  |
| ×    | セルゲイ・イバノビッチ   | 3R+延長R終了 判定0-3                       | K-1 WORLD GP 2001 in ラスベガス 【GP予選トーナメント 1回戦】      | 2001年8月11日  |
| ×    | アーネスト・ホースト     | 3R終了 判定0-3                             | K-1 WORLD GP 2000 決勝戦 【WORLD GP 準決勝】                      | 2000年12月10日 |
| ○    | ステファン・レコ         | 3R+延長2R終了 判定3-0                      | K-1 WORLD GP 2000 決勝戦 【WORLD GP 1回戦】                       | 2000年12月10日 |
| ○    | シリル・アビディ         | 2R 0:25 TKO（タオル投入）                  | K-1 WORLD GP 2000 in 横浜 【GP予選トーナメント 決勝】             | 2000年8月20日  |
| ○    | マット・スケルトン       | 2R 2:36 KO（右アッパー）                   | K-1 WORLD GP 2000 in 横浜 【GP予選トーナメント 準決勝】           | 2000年8月20日  |
| ○    | 中迫剛                   | 3R終了 判定0-3                             | K-1 WORLD GP 2000 in 横浜 【GP予選トーナメント 1回戦】            | 2000年8月20日  |
| ×    | ジェロム・レ・バンナ     | 1R 2:02 KO（左ストレート）                 | K-1 THE MILLENNIUM                                                | 2000年4月23日  |
| ○    | アーネスト・ホースト     | 1R 1:37 KO（右フック）                     | K-1 REVENGE '99                                                   | 1999年4月25日  |
| ×    | マイク・ベルナルド       | 3R 1:35 TKO（2ノックダウン：右フック）     | K-1 GRAND PRIX '98 決勝戦 【GRAND PRIX 準々決勝】                 | 1998年12月13日 |
| ○    | リック・ルーファス       | 3R 0:15 KO（右ローキック）                 | K-1 GRAND PRIX '98 開幕戦 【GRAND PRIX 1回戦】                    | 1998年9月27日  |
| ○    | ピーター・アーツ         | 1R終了時 TKO（ドクターストップ：右脛裂傷） | K-1 DREAM '98                                                     | 1998年7月18日  |
| △    | レイ・セフォー           | 5R終了 判定1-1                             | K-1 KINGS '98                                                     | 1998年4月9日   |
| ×    | アーネスト・ホースト     | 3R終了 判定0-2                             | K-1 GRAND PRIX '97 決勝戦 【GRAND PRIX 準決勝】                   | 1997年11月9日  |
| ○    | サム・グレコ             | 1R 0:15 KO（右フック）                     | K-1 GRAND PRIX '97 決勝戦 【GRAND PRIX 準々決勝】                 | 1997年11月9日  |
| ○    | バンダー・マーブ         | 1R 2:22 KO（右中段後ろ蹴り）               | K-1 GRAND PRIX '97 開幕戦 【GRAND PRIX 1回戦】                    | 1997年9月7日   |
| ○    | アンディ・フグ           | 1R 2:37 KO（右フック）                     | K-1 DREAM '97                                                     | 1997年7月20日  |

## 獲得タイトル
- K-1 WORLD GP 2000 in 横浜 GP予選トーナメント 優勝
- K-1 WORLD GP 2001 in 福岡 敗者復活トーナメントAブロック 優勝
- K-1 WORLD GP 2001 準優勝
- 第1回全世界ウェイト制空手道選手権大会 重量級優勝（1997年）
- 第7回全世界空手道選手権大会 優勝（1999年）

## 逸話
- アンディ・フグの踵落しを足で止めた。
- 外舘慎一の踵落しを足で止めた。
- K-1初戦でカギ突きで一撃KOした。

## 入場曲
K-1時代の毎試合の入場曲は、Puff Daddyの「I'll be missing you」であった。